# SN 1999fj
SN 1999fj – supernowa typu Ia odkryta 3 listopada 1999 roku w galaktyce A022823+0039. W momencie odkrycia miała maksymalną jasność 23,50m.